# Dahira pinratanai
Dahira pinratanai (voorheen geplaatst in het geslacht Gehlenia) is een vlinder uit de familie van de pijlstaarten (Sphingidae). De wetenschappelijke naam van de soort werd in 1991 gepubliceerd door Jean-Marie Cadiou.